# Jean I. (Monaco)
Jean I. Grimaldi, auch Giovanni Grimaldi (genannt Der Langlebige) (* 1382; † 8. Mai 1454), aus der Familie der Grimaldi war von 1419 bis zu seinem Tod Herr (Seigneur) von Monaco, das er ab 1441 als souveräner Herrscher regierte.
Jean war der Sohn Rainier II., des Herrn von Menton und Roquebrune. Nachdem sein Vater im Jahr 1407 gestorben war, kaufte er gemeinsam mit seinen Brüdern Ambroise (Ambrosio) und Antoine (Antonio) im Jahr 1419 die Festung Monaco, die sein Großvater 1357 an die Genuesen verloren hatte, von der damaligen Besitzerin Yolande d’Aragon zurück. Da das Testament ihres Vaters eine Erbteilung untersagt hatte, übte er die Herrschaft zunächst gemeinsam mit seinen beiden Brüdern aus. Nach sieben Jahren zahlte er seine Brüder aus und übergab ihnen als Entlohnung die Herrschaften Menton und Roquebrune.
Im Laufe seiner Regierungszeit verdingte sich Johann mehrfach bei ausländischen Heerführern. Auch die Festung Monaco verkaufte er mehrmals, erstand sie aber immer wieder zurück.
In den Jahren 1421 und 1422 stellte er Florenz und Neapel gegen Bezahlung militärische Hilfe Monacos zur Verfügung. 
1429 verkaufte er Monaco für 12.000 genuesische Pfund an den genuesischen Herrscher Philipp-Maria Visconti. Bereits wenige Jahre später wurde dieser jedoch aus Genua vertrieben und der Vertrag wurde für nichtig erklärt.
Da Jean über lange Zeit von Monaco abwesend war, übernahm mehr und mehr seine Frau Pomelline die Herrschaft in der Festung. Sie überstand sogar ohne die Hilfe ihres Mannes eine einjährige Belagerung durch den Prinzen Ludwig von Piemont, während ihr Mann und ihr Sohn Catalano sich in Italien in Gefangenschaft befanden. 
Am 20. November 1441 wurde die Lehnsherrschaft über Monaco aufgehoben und Monaco erlangte als Fürstentum Souveränität.
Im Jahr 1448 bot Jean das Fürstentum Monaco dem Grafen von Savoyen gegen eine jährliche Rentenzahlung zur Pacht an, dieser lehnte das Angebot jedoch aus Furcht vor Nizza und Turbia ab. Am 19. Dezember 1448 trat Johann Teile von Menton und Roquebrune als Pfand an den Grafen ab, behielt sich aber für sich und seine Nachkommen das Erbrecht auf Ewigkeit vor. Dafür erhielt er eine jährliche Rentenzahlung von 200 Gulden, musste dem aber auf Anfordern 1000 Armbrustschützen stellen. 
Im Jahr 1451 wurde Johann insolvent und verkaufte Monaco für 12.000 Goldtaler an den Dauphin Ludwig von Frankreich, den späteren König Ludwig XI. Dieser erwies sich aber als zahlungsunfähig. 
1454 starb Jean und wurde neben seinem Vater Rainier begraben. Er hinterließ ein Testament, welches für die Erbfolge der Grimaldis bis heute maßgeblich ist. Entgegen dem weit verbreiteten salischen (maskulinen) Erbfolgerecht verfügte er, dass, sofern keine männlichen Erben existieren, die älteste Tochter zur Alleinerbin und Regentin bestimmt werden soll. Voraussetzung ist, dass ihr Ehemann bei der Eheschließung den Namen und das Wappen der Grimaldi annimmt. 